# Tresoret del Cabezo Redondo

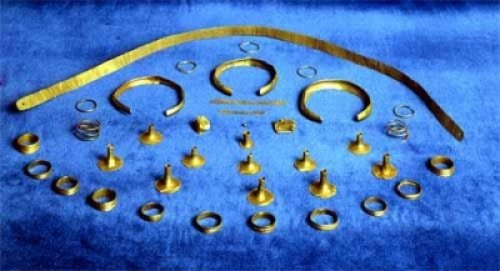
Conjunt del Tresoret del Cabezo Redondo

El Tresoret del Cabezo Redondo (en castellà Tesorillo del Cabezo Redondo) és una troballa àuria descoberta la primavera de 1962 al Cabezo Redondo, poblat argàric situat a 2 km de la ciutat de Villena (Alt Vinalopó). Està compost per 35 peces d'adorn personal (una diadema, anells, braçalets, penjolls, grans de collar, espirals, cintetes i un menut lingot d'or) que arriben als 150 grams de pes i són considerades peces de treball d'un orfebre degut a la presència del ligot. S'ha especulat molt sobre la seua estreta relació amb el Tresor de Villena,
i en l'actualitat s'exposa al Museu Arqueològic José María Soler de Villena.